# Liste der Monuments historiques in La Genétouze (Vendée)
Die Liste der Monuments historiques in La Génétouze führt die Monuments historiques in der französischen Gemeinde La Genétouze im Département Vendée auf.

## Liste der Bauwerke
| Bezeichnung                  | Beschreibung              | Standort | Kennzeichnung | Schutzstatus | Datum | Bild           |
| ---------------------------- | ------------------------- | -------- | ------------- | ------------ | ----- | -------------- |
| Ehemalige Abtei Le Lieu-Dieu | Erbaut im 12. Jahrhundert | (Lage)   | PA00110304    | Inscrit      | 1991  | weitere Bilder |

## Liste der Objekte
- Monuments historiques (Objekte) in La Génétouze in der Base Palissy des französischen Kultusministeriums